# Ассоциация европейских приграничных регионов
Ассоциация европейских приграничных регионов (англ. Association of European Border Regions) – объединение, в которое входят как пограничные, так и трансграничные регионы (около 40 членов). Созданная в 1971 году Ассоциация отстаивает интересы своих членов перед государственными структурами, организует конференции и форумы. В 1981 году разработана Хартия приграничных и трансграничных регионов (изменённая и дополненная в 1987 году), в которой, в частности, подчеркивается, что приграничные и трансграничные регионы являются движущими силами регионального развития. Ассоциация является совещательным органом Совета Европы и ЕС.
Головной офис Ассоциации расположен в Гронау (Германия). Проектный офис работает в Берлине, Antenna в Брюсселе (в бюро Эстремадура), информационные центры для Украины в Харькове (в сотрудничестве с Харьковским национальным экономическим университетом) и для Балкан в Нови-Сад (в сотрудничестве с Балканской службой содействия трансграничным инициативам). Ассоциация представляет интересы приграничных и европейских регионов на европейском, национальном и региональном уровнях.

## История
Первая инициатива по созданию «союза приграничных регионов» обсуждалась в 1965 году на Международной конференции регионального планирования в Базеле. Участниками создание Постоянной конференции приграничных регионов Европы (17–18 июня 1971), которая позже получила название «Ассоциация приграничных регионов Европы» стали представители десяти приграничных регионов Европы. Первым президентом АЕПР был избран Альфред Мозер.
| Президент                                                   | Начало | Окончание  |
| ----------------------------------------------------------- | ------ | ---------- |
| Альфред Мозер / Alfred Mozer (1905 – 1979)                  | 1971   | 1975       |
| Хёрст Герлах / Horst Gerlach (1919 – 1990)                  | 1975   | 1979       |
| Шойбле, Вольфганг / Wolfgang Schäuble (род. 1942)           | 1979   | 1983       |
| Карл Аренс / Karl Ahrens (род. 1924)                        | 1984   | 1996       |
| Джоан М. Валве / Joan M. Vallvé (род. 1940)                 | 1996   | 2004       |
| Ламберт ван Нистелрой / Lambert van Nistelrooij (род. 1953) | 2004   | 2009       |
| Карл-Хайнц Ламберц / Karl-Heinz Lambertz (род. 1952)        | 2009   | 2017       |
| Оливер Пааш / Oliver Paasch                                 | 2017   | 2019       |
| Энн-Софи Бекгрен / Ann-Sofi Backgren                        | 2019   | 2020       |
| Карл-Хайнц Ламберц / Karl-Heinz Lambertz (род. 1952)        | 2020   | до сегодня |

## Цели
Ассоциация европейских приграничных регионов поддерживает пограничные и трансграничные европейские регионы с целью:
- чёткая формулировка конкретных проблем, возможностей, завдань и проектов
- представления общих интересов в национальных и международных парламентах, других органов власти и учреждений
- инициирование, поддержка и координация сотрудничества по всей Европе
- обмен опытом и информацией для формулирования и согласования общих интересов по различным проблемам, возможности приграничных регионов предложить соответствующее решение
- содействие структурам, проектам и программам трансграничного сотрудничества
- помощь в подготовке мероприятий, касающихся трансграничного сотрудничества и других[3].

Для достижения своих целей АЕПР работает на европейском уровне с:
- Европейским Союзом
  - Европейский парламент
  - Европейская комиссия
  - Комитет регионов
  - Европейский социально-экономический комитет
- Совет Европы
  - Парламентская ассамблея
  - Конгресс Совета Европы
  - Комитет экспертов по пограничным вопросам

## Организация
Генеральная Ассамблея
Генеральная Ассамблея голосует за президента и Исполнительный комитет, выносит решение о приёме заявителей в организацию, определяет взносы.
Исполнительный комитет
В состав Исполнительного комитета входит президент, казначей и не менее семи вице-президентов и двадцати членов, представляющих пограничные и трансграничные регионы, которые получают двухлетний срок после голосования в должности. Они отвечают за позиции, принятые АЕПР по жизненно важным вопросам, и сотрудничают с европейскими и национальными учреждениями, организациями и ассоциациями. Также отвечают за назначение Генерального секретаря. Президент (наивысший представитель АЕПР) ведёт внешнюю коммуникацию Ассоциацию и несёт ответственность за принятие совместных решений с Генеральным секретарем. Генеральный секретарь также имеет полномочия по представлению АЕПР.
Дочерние органы
Ассоциация европейских приграничных регионов может открывать форумы, создавать комитеты и принимать на работу представителей европейских и других политических органов, ассоциаций и социальных групп, которые получают консультативные возможности. АЕПР также инициирует рабочие группы по различным вопросам, представляющим интерес для пограничных и трансграничных регионов Европы, к которым относятся представители европейских институтов и политических комитетов, ассоциаций и общественных групп, имеющих консультативный функцию. «Консультативный комитет по вопросам трансграничного сотрудничества» состоит из учёных и заинтересованных сторон, консультируют АЕПР по всем вопросам, касающихся трансграничного сотрудничества. Этот комитет также может вносить предложения по решению вопросов в сфере трансграничного сотрудничества.

## Членство
АЕПР образовала около 100 пограничных и трансграничных регионов, представляющих более 200 приграничных регионов в пределах и за пределами ЕС. Приграничные регионы (например, «ЕВРЕГИО») и сложные комбинации (например, еврорегион «Саар-Лор-Люкс-Пфальц») часто имеют несколько регионов как членов.
Полное членство
Трансграничный регион, пограничная связь или ассоциации приграничных регионов в рамках Европейского Союза могут подать заявление в качестве полноправного члена с полным правом голоса.
Членство без права голоса
Члены без избирательного права, могут подавать заявки как члены без права голоса, – пограничные и трансграничные регионы. Членство без права голоса даёт статус наблюдателя в течение двух лет, пока их статус представителя не будет окончательно подтверждён. Консультационные члены могут также быть членами без права голоса, а также могут быть ассоциации, учреждения и институты, работающие в сфере трансграничного сотрудничества.
Языки
Основные рабочие языки, которые используются в АЕПР – немецкий, английский, французский, польский, испанский, итальянский, португальский, русский и, по необходимости, другие языки регионов-членов.

## АЕПР и Украина
С 13 по 17 января 2020 состоялся рабочий визит генерального секретаря АЕПР Мартина Гильермо Рамиреса с целью обсуждения вопросов развития трансграничного сотрудничества между Украиной и ЕС; проведения Ассамблеи украинских приграничных регионов и еврорегионов в 2020 году в городе Измаил Одесской области, Еврорегион «Нижний Дунай»; нового бюджетного периода Европейского Союза по 2021 по 2027 годы. Посещение состоялось по инициативе Информационного центра Ассоциации европейских приграничных регионов при Харьковском национальном экономическом университете (ХНЭУ) и общественной организации «Центр развития Бессарабии». По итогам визита приняты решения по разработке Стратегии развития Бессарабии, планирование действий по организации и проведению Ассамблеи украинских приграничных регионов и еврорегионов в 2020 году в Измаиле и участию в европейских грантовых программах нового бюджетного периода Европейского Союза по 2021 по 2027 годы.